# Neurologie dans l'Égypte antique
La neurologie dans l'Égypte antique était pratiquée par des médecins mettant en œuvre un art médical et un art chirurgical bien compris et codifiés selon les possibilités du moment, indiquées dans les papyrus médicaux. Cette médecine et ces traitements chirurgicaux étaient journellement pratiquée par des médecins religieux, civils ou militaires déjà très au fait des connaissances anatomiques, physiologiques et cliniques de cette époque. L’exercice était également conditionné par les moyens techniques disponibles dans ce domaine, notamment en ce qui concerne la pharmacopée et les instruments chirurgicaux.